# Usager
Un usager est une personne qui utilise un service public, par opposition :
- au client, qui utilise les services d'une entreprise privée,
- à l'adhérent, qui est membre d'une organisation privée.

On parle de l'usage d'un bien, alors que l'on parle d'usagers d'un service.
Exemples :
- usager des transports en commun (l'utilisation de ce terme par les transporteurs ferroviaires et aériens est sujet à caution dans la mesure où il s'agit de services marchands: on lui préfère souvent le terme de client)
- usager d'une bibliothèque ou d'une médiathèque...
- usager de la santé qui utilise ou est susceptible d'avoir à utiliser les services de santé, publics ou privés

### Autre sens, nuance
- Qui a un droit d'usage réel.
- Personne qui utilise, utilisateur .